# Ахмадов Різван Адланович
Різва́н (Даду́) Адла́нович Ахма́дов (чеч. Ахмадов Iаднани КIант Ризван/Даду; нар. 6 вересня 1957 — 26 червня 2002) — чеченський польовий командир, бригадний генерал ЗС ЧРІ, наїб (заступник) свого брата Рамзана Ахмадова, після його смерті — амір Ісламської бригади та командувач Центрального фронту Збройних сил ЧРІ під час Другої російсько-чеченської війни. Вважається основоположником партизанської війни 2000–2009 років.

## Біографія
Народився 6 вересня 1957 року в Талдикорганській області Казахстану, куди його батьки були депортовані радянським режимом в 1944 році. Походив з тейпу Гендарганой. Після реабілітації чеченського народу разом із родиною повернувся до ЧІАРСР, до міста Урус-Мартан. У 1975–1976 роках проходив службу у лавах радянської армії. 

### Перша російсько-чеченська війна
Під час Першої російсько-чеченської війни був важко поранений в Урус-Мартанівському районі Чечні і вижив завдяки своєму братові Рамзану Ахмадову, який вивів його з оточення російських військ. 

### Друга російсько-чеченська війна
У 1999—2000 роках входив до числа основних командирів, що обороняли місто Грозний .
Сайт Kavkazcenter.com відводить йому основну роль у знищенні Псковського десанту в кінці лютого — на початку березня 2000 .
Амір (глава) Ісламської бригади (ІБ) з 10 лютого 2001 року .
Брав активну участь в організації вищої військової ради ЧРІ (Маджлісуль Шура), присвяченої консолідації розрізнених чеченських сил у боротьбі з Росією.
Під час Другої російсько-чеченської війни командував Центральним фронтом Збройних сил ЧРІ. 
Під його керівництвом чеченці вели найуспішнішу диверсійну війну проти РФ, під час якої загинуло багато російських військових і чеченців-калаборантів. У квітні 2002 року спільно з братом Зелімханом Ахмадовим організував теракт проти співробітників чеченського ОМОНу, внаслідок якого загинуло вісімнадцять міліціонерів . 
В останні роки свого життя мав серйозні проблеми зі здоров'ям. Незважаючи на вмовляння родичів та соратників, відмовлявся залишати Чечню заради лікування .

### Смерть
27 червня 2002 року Різван Ахмадов, прямуючи на зустріч з президентом Асланом Масхадовим, зупинився на відпочинок у Шалінському районі. Коли він виходив з будинку, проросійські чеченські сили, які сиділи в засідці біля воріт, відкрили вогонь. Різван Ахмадов був важко поранений, але відстрілювався, скільки міг, взяв гранату і витягнув чеку, щоб не потрапити в полон. 
За даними російських спецслужб був вбитий Мовсаром Бараєвим через фінансові розбіжності. Проте ця версія спростовується сайтом пам'яті братів Ахмадових.

## Нагороди
Указом президента Чеченської Республіки Ічкерія Доку Умарова Різван Ахмадов був нагороджений вищою нагородою ЧРІ — орденом «Честь нації» (посмертно) .